# Liste der Baudenkmäler in Außernzell
Auf dieser Seite sind die Baudenkmäler in der niederbayerischen Gemeinde Außernzell zusammengestellt. Diese Tabelle ist eine Teilliste der Liste der Baudenkmäler in Bayern. Grundlage ist die Bayerische Denkmalliste, die auf Basis des Bayerischen Denkmalschutzgesetzes vom 1. Oktober 1973 erstmals erstellt wurde und seither durch das Bayerische Landesamt für Denkmalpflege geführt wird. Die folgenden Angaben ersetzen nicht die rechtsverbindliche Auskunft der Denkmalschutzbehörde.

## Baudenkmäler nach Ortsteilen

### Außernzell
| Lage                         | Objekt                                    | Beschreibung | Akten-Nr.             | Bild           |
| ---------------------------- | ----------------------------------------- | --- | --------------------- | -------------- |
| Eginger Straße 1 (Standort)  | Gasthaus                                  | stattlicher zweigeschossiger Halbwalmdachbau in Ecklage, bezeichnet „1818“, Rückflügel bezeichnet mit „1855“ | D-2-71-114-3 Wikidata | Gasthaus       |
| Eginger Straße 2 (Standort)  | Ehemaliger Amtshof, jetzt Bauernhaus      | Flachsatteldachbau mit Blockbau-Obergeschoss, zweiseitig umlaufendem Schrot und Giebelschrot, bezeichnet „1800“, Schrote um 1900                                                                                      | D-2-71-114-5 Wikidata | BW             |
| Eginger Straße 29 (Standort) | Katholische Filialkirche St. Leonhard     | spätgotischer Saalraum mit Polygonalchor und Dachreiter, frühes 15. Jahrhundert, Mitte 19. Jahrhundert überarbeitet; mit Ausstattung                                                                                  | D-2-71-114-2 Wikidata | weitere Bilder |
| Schulstraße 1 (Standort)     | Katholische Pfarrkirche Mariä Himmelfahrt | Gotisches Langhaus mit breiten Querarmen und Zwiebel-Westturm, 14./15. Jahrhundert, Turm bezeichnet „1762“, Querarme 1973; mit Ausstattung Torbau, offener Säulenbaldachin mit steilem Zeltdach, Ende 17. Jahrhundert | D-2-71-114-1 Wikidata | weitere Bilder |

### Weitere Baudenkmäler
| Lage                                     | Objekt                            | Beschreibung | Akten-Nr.              | Bild |
| ---------------------------------------- | --------------------------------- | --- | ---------------------- | ---- |
| Atzing Nähe Atzing (Standort)            | Weilerkapelle                     | Kleiner Satteldachbau mit Vordach, Mitte 19. Jahrhundert                                                                    | D-2-71-114-10 Wikidata | BW   |
| Engelreiching Engelreiching 2 (Standort) | Bauernhaus                        | Erdgeschossiger Flachsatteldachbau mit hohem Blockbau-Kniestock und Giebelschrot, 18. Jahrhundert                           | D-2-71-114-12 Wikidata | BW   |
| Irrach Irrach 1 (Standort)               | Weilerkapelle                     | Flachsatteldachbau mit Dachreiter, bezeichnet „1846“; mit Ausstattung                                                       | D-2-71-114-15 Wikidata | BW   |
| Maign Maign 12 (Standort)                | Bauernhaus                        | Flachsatteldachbau mit Blockbau-Obergeschoss und Giebelschrot, zweite Hälfte 18. Jahrhundert, Dach aufgesteilt              | D-2-71-114-18 Wikidata | BW   |
| Maign Maign 13 (Standort)                | Bauernhaus                        | Zweigeschossiger, teilweise ausgemauerter Blockbau mit Satteldach, Kniestock und Giebelschrot, im Kern Ende 18. Jahrhundert | D-2-71-114-19 Wikidata | BW   |
| Ramperting Ramperting 5 (Standort)       | Wohnstallhaus eines Vierseithofes | Flachsatteldachbau mit Blockbau-Obergeschoss und Traufschrot, Ende 18. Jahrhundert                                          | D-2-71-114-20 Wikidata | BW   |